# 実験発生学
実験発生学（じっけんはっせいがく、英: experimental embryology）とは、発生の研究を実験的手法を使って行おう、という発生生物学の分野である。19世紀末にヴィルヘルム・ルーによって主張され、その後の発生学を大きく動かすことになった。
この流れの主な代表者は、ヴィルヘルム・ヒス、ローラン・シャブリ、オスカー・ヘルトヴィヒ、ヴィルヘルム・ルー、ハンス・ドリーシュ、クルト・ヘルプスト、テオドール・ボヴェリである。その後、エドモンド・ビーチャー・ウィルソンやトーマス・ハント・モーガンを中心とするアメリカ派が登場した。

## 概説
実験発生学は、胚に対して特定の処理を行い、その結果を見ることで発生の機構について研究を行おう、というものである。これは現在では当たり前のことのように感じられるであろうが、この分野の起こった時期においては革新的なものであり、理解されない向きもあった。しかし、それまでその過程を追い、それを記載することを中心としていたこの分野に、その過程を支える機構の存在を求める方向への発展を促した。
この分野はウィルヘルム・ルーによって始まり、モザイク卵・調節卵などの概念を生み出し、さらにハンス・シュペーマンによって誘導や形成体の発見が行われる。これがひとまずの到達点となったが、その流れは現在に引き継がれている。現代の科学では実験は当たり前と思われるので、ここではこの分野の初期の発展について解説する。

## 発祥
この分野の最初の提唱者であるルーは、当初は発生力学 Entwicklungusmechanik の名をつかっている。これは、因果分析的な手法を発生学に持ち込むことを目指した彼の意識の表明であったと見られるが、発生を力学に基づいて考えるものというような誤解を招くことが多かったようである。現在では普通は上記の名を使う。
彼がこのような提唱を行ったのは、当時の発生学が発生の仕組みそのものを問題にしない傾向を疑問視したからとも言われる。当時の発生学は比較発生学が主流であった。これは、さまざまな動物の発生過程を比較することでそれらの関係を論じ、そこから発生の基本的性質を論ずるというものであったが、特に進化論が出た以降はそれを進化論や系統学と結び付ける議論が盛んになった。発生学は確かにそれらを支えるのに大きな力となったが、これは極論すれば発生学がそれらの分野のための材料提供の役割にすぎない状態を作り出していた。またエルンスト・ヘッケルは思想的には自然哲学的な傾向が強く、その論は時として実物をも歪め兼ねなかった。
他方で、物理化学の進歩から、生物の生理作用を研究する分野は大きな発展を始めていたが、それらは当然のように成体のみを対象としており、発生の段階や過程を対象とすることはなかった。そのため、形態学と生理学は非常に乖離した状態となっていた面もある。
ルーの主張はこのような状況下で、発生学自身の課題を研究の対象とすること、具体的には発生の機構を明らかにすることを発生学の目的にすべきであることを主張したものでもあった。
ちなみに当のヘッケルは彼の方向性を理解できず、その手法について「何か結果が出るだろうと言って、手当たり次第に何かを試みたりする実験は無意味である」と自著で述べている。
なお、このような発生の分野に実験的手法を用いることはルーの独創でなく、若干の先行例がある。特に、動物の奇形に関する議論が前成説・後成説の議論とも関わって18世紀頃から盛んになり、その中でエティエンヌ・ジョフロワ・サンティレールは後成説的な立場から実験操作を加えることで奇形を生み出す実験を行った。後に彼の子のイジドール・ジョフロワ・サンティレールやその他若干の学者が同様な実験を試みている。それらは場当たり的で分析的ではなかったが、実験発生学の先駆ともいえる。ただし、実験発生学はそれにより奇形を生み出すことではなく、その結果から自然な発生の機構を知ることを目的とした点では大きく異なるものである。
皮肉なことにヘッケル自身も1869年にクダクラゲの初期胚を針で分割する実験を行っている（彼自身はこれに重要性を認めなかったらしい）。しかし実験による解明を真正面に取り上げたのは実験発生学が初めてである。

### 具体例
具体的な例として、ルーによるごく初期の有名なカエルの半胚の実験を挙げてみよう。1884年、彼はカエルの2細胞期に、熱した針を使って片方の細胞を焼き殺す、という実験を行った。そのままでこの卵を育てたところ、神経胚の段階まで育ったものは死亡した卵の半分をその場に置いた、残り半分の形のものであった。つまり体の片半身だけの胚ができた。
この結果から、次のようなことが想像される。
- 第1卵割は体を左右に区切る方向に行われる。
- 卵割によって各細胞は体の一部しか作れないようになる。

当時の発生理論の一つにアウグスト・ヴァイスマンによる決定子(Determinaten)の理論があった。彼によると、受精卵の中には将来作られるあらゆる部分の性質を決めるような要素が詰まっていて、それが細胞分裂によって分割されて行き、各部分に配分されるために分化が生じるのだとする。とすれば、第1卵割で作られた細胞はそれぞれが体の半分だけを作るようになっているはずである。上記の実験結果は、この理論を支持するものと考えられた。彼自身、もともとヴァイスマンの説を実証するためにこの実験を行った意図があり、この結果を当然のようにその説を支持するものと考えた。
ただしこの理解は間違いであった。というのは、その後(1891以降)ドリーシュはウニを用いて初期発生の段階で2分割したものが完全な胚を形成することを報告し、さらに2個の卵を融合して巨大な幼生が得られることも示した。またシュペーマンもイモリの胚を縛って縊ると完全な2つの胚が得られることがあることを報告した。この実験結果は、殺した細胞を取り除かなかったためであり、生きた細胞だけにすれば完全な胚を生じることはマクレンドンが1910年に証明した。また、卵割の方向が体軸と関係無いことも後に示された。しかし、このような実験を積み重ねることで、仮説は検証され、新たな仮説が生み出され、発生研究は大きく発展したのである。

### 背景
このような議論の成立の背景には、前世紀までの前成説・後成説の議論や、それによる発生過程の知識の蓄積、それに関する理解の進歩がある。
ウォルフによる後成説は、胚発生の初期はまず細胞群が大きな区分として胚葉を形成するという胚葉説を生み、ヴィルヘルム・ヒスはこれを追求して胚葉の折りたたみの過程として発生をとらえようとした。これは予定胚域の考えに近づくものである。ちなみに、ヘッケルはこの説を「つれづれの説」といってまともな対象とは見なさなかった。
さらに、上述のワイスマンの説は、発生の理論に検証可能な仮説が与えられたという面をもっており、ルーをはじめ多くの研究者がそれを実験的に検証する動きを作ることとなった。

## 発展
このころにこの分野において行われた実験的手法として、以下のようなものが挙げられる。
- 移植法：胚の一部を切り出し、同じ胚や他の胚の別の場所に植え込む。
- 外植法：一部を切り出して育てる。
- 欠損実験：胚の一部を切り捨てて残りの部分を育てる。
- 条件を変える：育てる温度を通常でないものにしたり、遠心力などで重力のかかり方を変えてみる。
- 緊縛実験：胚を細い糸で縛る。

特にシュペーマンはそれまでも散発的に行われた緊縛実験の方法を改良し、多数の実験を行い、大きな成果を上げた。第一卵割が体軸の方向とさほど関係ないこともこの実験から示されたものである。
1920年代のシュペーマンおよびその弟子マンゴルドによる誘導の発見はこの分野の金字塔と言ってよく、これに続く発見は1960年代のニューコープにまで間を開けることになる。この間、誘導の原因物質の探究は迷走を極め、一時は研究の進展がほぼ停滞した。これは分子生物学や遺伝学の未発達による面が大きい。遺伝学の進展は発生における遺伝子の発現やタンパク質合成を研究する方向で発展し、1990年代頃より実験発生学も分子生物学の時代に入った。それまでの胚組織を単位とする実験的手法、悪く言えば思いつきの実験が道を開く方向は少なくなっている。
この時期の発生学に見られた方向性をいくつか挙げておく。

### 外因の影響
卵の周りの諸要因が胚発生にどのような影響を与えるかについての研究は、先行した奇形に関する研究でも行われていたものである。具体的には重力・温度・化学物質などの影響が対象となる。
特に重力の影響は、受精卵を上下反転して固定して育てることで奇形を生じやすく、注目されたが、研究が進むとその再現性に問題があったり、卵の内部での物質の移動による再配置があったりと、むしろ卵内部の機構が判明しなければ扱い難いと考えられるようになり、ひとまずは終息した。
化学物質に関してはロイブ(Jacques Loeb 1859-1924)が人為的単為発生を成功させたこと、ヘルプスト(C. Herbst 1866-)がカルシウムイオン抜きの海水ではウニの割球がバラバラに分離するという発見などが目立つ。いずれもこの当時には発生機構の解明への寄与は少ない。

### 再生
この分野の努力のかなりの部分が再生の研究に費やされた。当初の目的はどの動物が、どの器官が再生能力が高いか、といった興味に基づく。また、この分野での当初の関心に、「再生能力が何に由来するか」という議論がある。再生能力は生物の持つ第一次的性質であるのか、自然選択によって獲得されたものであるか、といった議論である。この分野からは多くの発見があったが、胚発生機構の解明への寄与はもう少し遅い時期である。

### 外植
胚の一部を切り出しで別個に培養することである。ルーもこれを行い、ニワトリ杯の神経盤を切り出して塩水中で培養し、神経管の形に変化することを見ている。これは次第に組織培養の方法へと発展し、より広い分野で利用されることとなった。

### 造器官部位
胚葉説ではそれぞれの胚葉の決まった部位から決まった器官が形成されると言われる。これにかんしてヒスは造器官部位という考えを提示した。これを子細に考えると、割球にまでさかのぼり、それからどの部位が作られてゆくかをたどる細胞系統図の考えが生まれる。フォークト(W. Vogt 1888-1941)はこの考えにのり、胚の局所生体染色により、それぞれの部位の移動や分化を追跡することを可能とし、予定胚域図を完成させた。

### 細胞質配置の問題
前成説はすでに否定されていたが、卵そのものの構造が発生に影響を与える可能性は捨てられていなかった。例えばワイズマンの決定子の論はある意味で前成説的であった。これを証明した（と考えられた）ルーによるカエルの半胚の実験は、併せてワイズマン・ルーの前成説といわれた。ルーはここから卵割によって決定子が配分されるので、胞胚ではそれぞれの細胞が一定の予定運命を持っており、全体としてはモザイク構造となっているとする考えを示した。これをルーのモザイク説という。これについてはすぐさま多くの実験から否定されたのは先に述べたとおりである。このような予定運命の変更について、ドリーシュは調和等能系という概念を提唱した。
それらの研究や、それに類する研究は様々な動物群についても行われ、多くの例では前成説を否定するものだった。しかしながら、一部の動物（ホヤ・クシクラゲなど）では条件を変えても分割された割球からは不完全な胚しか生じなかった。このような卵はモザイク卵と呼ばれ、カエルやウニのような分割しても完全な胚を生じ得るものを調節卵というようになったが、これらの差は絶対的なものではなく、相対的なものであることもわかってきた。